# Jennifer Yu
Jennifer Yu est une joueuse d'échecs américaine née le 1er février 2002. Elle a le tire de grand maître international féminin depuis 2018.
En mars 2019, elle remporte le championnat des États-Unis d'échecs féminin.  Elle est alors la onzième joueuse américaine avec un classement Elo de 2 273 points.  Le 20 octobre 2022, elle redevient la championne féminine des États-Unis.

## Biographie et carrière
Jennifer Yu a remporté le championnat du monde des moins de 12 ans en 2014. Elle finit troisième du championnat du monde junior en 2017.
Elle a représenté les États-Unis lors de l'Olympiade d'échecs de 2018 à Batoumi, remportant la médaille de bronze individuelle à l'échiquier de réserve avec  8 points sur 11.
En mars 2019, elle remporte le championnat des États-Unis d'échecs féminin avec 10 points sur 11. Le 20 octobre 2022, elle le remporte pour la deuxième fois en battant Irina Krush au départage Armageddon.